# Waingmaw
Waingmaw är en kommun i Myanmar. Den ligger i delstaten Kachin och distriktet Myitkyina i den norra delen av landet, 600 km norr om huvudstaden Naypyidaw. Antalet invånare i kommunen utgjorde 125 544 vid folkräkningen 2014.
Waingmaw har två stycken sub-townships:
| Nr | Sub-Township | Folkmängd |
| -- | ------------ | --------- |
| 1  | Hsadone      | 10 496    |
| 2  | Kanpaikti    | 8 642     |